# Rainald III. (Burgund)
Rainald III. von Burgund (* um 1093; † 1148) war seit 1102 Graf von Mâcon und Vienne gemeinsam mit seinem Bruder Wilhelm III., sowie ab 1127 Graf von Burgund (Franche-Comté). Er war ein Sohn von Stephan I. Tollkopf und der Beatrix von Lothringen.
Nach dem Tod seines Cousins Wilhelm III. des Kindes 1127 erhob Rainald einen Anspruch auf die Grafschaft Burgund. Dabei geriet er in einen Krieg mit Herzog Konrad I. von Zähringen, der ebenfalls einen Anspruch geltend machte. Der Zähringer besaß die Unterstützung König Lothars III. von Süpplingenburg, der ihn mit dem Rektorat über Burgund betraut hatte. Rainald konnte sich in Besançon durchsetzen, musste aber seine gesamten Gebiete östlich des Jura an den Zähringer abtreten.
Um 1130 heiratete er Agathe von Lothringen († im April 1147) Tochter des Herzogs Simon I. von Lothringen und der Adelheid von Löwen. Seine einzige Tochter, Beatrix von Burgund (* wohl 1146; † 15. November 1184), wurde 1148 seine Nachfolgerin und 1156 die Ehefrau von Kaiser Friedrich Barbarossa.
| Personendaten    | Personendaten                                 |
| ---------------- | --------------------------------------------- |
| NAME             | Rainald III.                                  |
| ALTERNATIVNAMEN  | Rainald III. von Burgund (vollständiger Name) |
| KURZBESCHREIBUNG | Graf von Mâcon, Vienne und Graf von Burgund   |
| GEBURTSDATUM     | um 1093                                       |
| STERBEDATUM      | 1148                                          |